# 繆遵義
繆遵義（1710年—1793年），字方彥、又字宜亭，號松子居士，江蘇蘇州府吳縣人，清朝政治人物、醫學家。

## 生平
繆遵義是康熙六年（1667年）丁未科狀元繆彤之孫，康熙五十四年（1715年）乙未科榜眼繆曰藻之子，乾隆四年（1739年）己未科進士繆敦仁之弟。乾隆二年（1737年）丁巳恩科二甲第七十七名進士，授知縣。
缪遵义因母亲患病，究心医学。与葉桂、薛雪并称“吴中三名医”。著有《温热朗照》、《缪宜亭医案》、《伤寒方集注》、《松心笔记》等。《清史稿·藝術》有傳。